# La Charca, Veracruz
La Charca är en ort i Mexiko.   Den ligger i kommunen Atoyac och delstaten Veracruz, i den sydöstra delen av landet, 250 km öster om huvudstaden Mexico City. La Charca ligger 841 meter över havet och antalet invånare är 612.
Terrängen runt La Charca är varierad. Runt La Charca är det ganska tätbefolkat, med 155 invånare per kvadratkilometer. Närmaste större samhälle är Córdoba, 15,2 km sydväst om La Charca. Trakten runt La Charca består till största delen av jordbruksmark.